# Campocroce (Mogliano Veneto)
Campocroce (Campocrose /kampo'croze/ in veneto) è una frazione del comune di Mogliano Veneto. Costituisce inoltre una delle nove circoscrizioni del comune (quartiere 1 - Campocroce).

## Geografia fisica
Campocroce dista poco più di 4 km dal centro di Mogliano Veneto, sorgendo a nordovest dello stesso. Il territorio della frazione è molto vasto e comprende località rurali anche molto distanti dall'abitato principale; si citano, ad esempio, Busa, Malcanton (a ovest), Loreto e Selve (a sudovest).
Notevole la presenza di corsi d'acqua: procedendo da nord a sud si incontrano il Zermanson, lo Zero e la Fossa Storta, per non parlare dei numerosi canali di scolo.

## Origini del nome
Il toponimo è un evidente composto delle parole campo e croce, ma non ne è stata chiarita l'origine. Probabilmente si riferisce a una croce eretta su un campo per motivi devozionali o in ricordo di qualche triste evento.

## Monumenti e luoghi d'interesse

### Architetture religiose

#### Chiesa parrocchiale
- Chiesa di San Teonisto e Compagni Martiri. La parrocchia dipende dalla Diocesi di Treviso, vicariato di Mogliano.

#### Sacelli
Meritano qualche accenno i vari capitelli votivi sparsi per le campagne dei dintorni. In particolare, si cita il sacello della Madonna del Carmine, costruzione di origine settecentesca presso via Zero Branco.

### Architetture civili

#### La filanda Motta

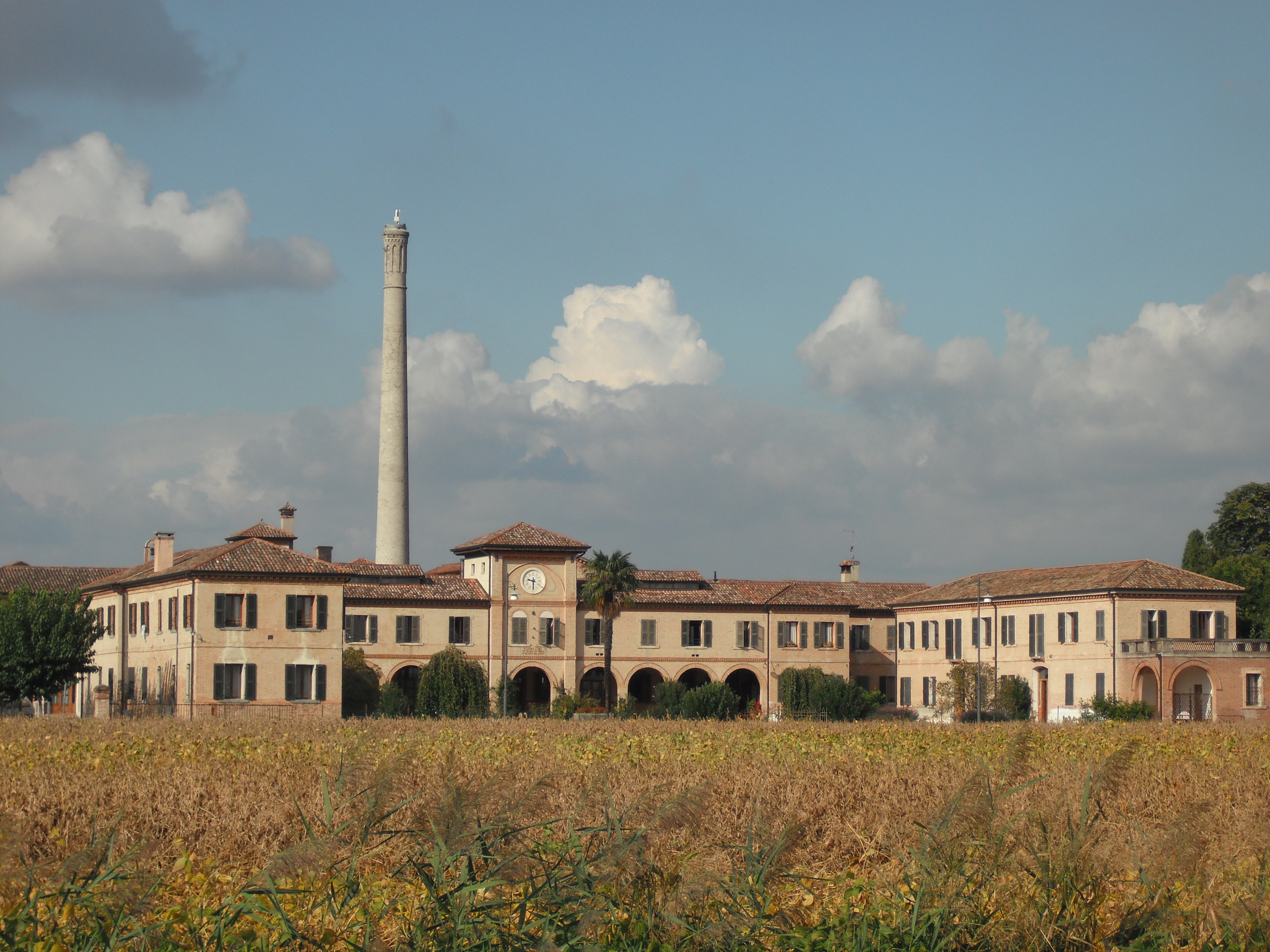
La filanda.

Interessante come esempio di archeologia industriale è la filanda Motta, costruita nel 1876 dall'ing. Pietro Motta e recentemente restaurata. Fu uno dei più importanti stabilimenti del genere, nel quale venne peraltro selezionata una nuova razza di baco da seta detta emorroide dorato. Gravemente colpita dalla crisi del settore sericolo degli anni trenta, la filanda venne chiusa nel secondo dopoguerra. L'alta ciminiera che sorge dietro il corpo principale è divenuta un po' il simbolo del paese.

#### Casa Calzavara
Situata in via Chiesa Campocroce, presso la filanda, è un caratteristico rustico di origini assai antiche. Era infatti proprietà dell'abbazia di Mogliano e, dopo il suo trasferimento a Treviso, del monastero di San Teonisto. Il porticato conserva resti di affreschi quattrocenteschi, raffiguranti Cristo, Santa Lucia e altri santi.

#### Villa Motta, Cordova
Si trova sul retro della parrocchiale ed era la residenza della famiglia Motta, proprietaria della filanda. Il complesso si articola in tre edifici distinti immersi in un ricco parco: la casa padronale, una torre colombaia e un annesso attualmente adibito ad abitazione.
La prima risale al Settecento ed è un corpo cubico a tre livelli, ampliato sul retro da due volumi aggettanti. La facciata è estremamente semplice ma tuttavia elegante, con quattro pseudo-lesene che la attraversano per tutta l'altezza sino al cornicione dentellato, provocando un effetto ottico che mostra dei capitelli ionici. Da citare poi la porta ad arco che si apre al centro del piano nobile sormontata da un frontone pure ad arco.
I tratti dell'annesso sembrano richiamare l'architettura della vicina filanda Motta.

#### Villa Rigamonti

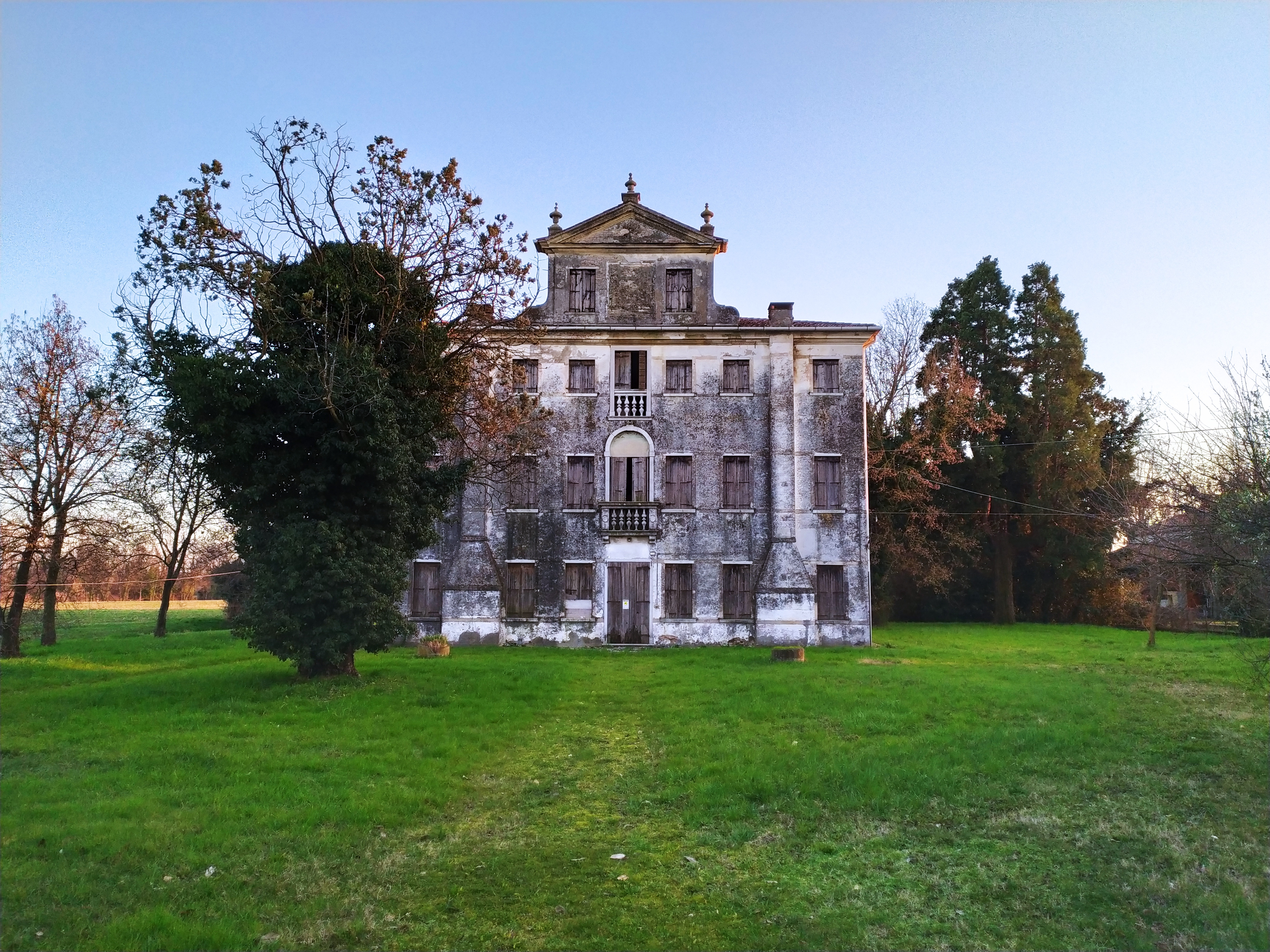
Villa Rigamonti (fronte nord)

Sorge alla fine di via Rigamonti. Il complesso, vincolato dal 1964, si articola nel palazzo signorile, secentesco, e nell'elegante oratorio della Natività di Maria che, stando a un'iscrizione sulla facciata, sarebbe stato ultimato nel 1758.
La casa padronale si sviluppa su tre livelli ai quali si aggiunge al centro un frontone rialzato coronato da un timpano. Le finestre binate sul lato ovest denunciano l'organizzazione veneziana degli interni, con una scala a doppia rampa. La simmetria del fronte principale, quello sud, è fortemente accentuata dalle aperture disposte lungo l'asse, più ricche rispetto a quelle laterali. Dalla strada è possibile invece vedere la facciata nord, pressoché identica all'altra, ma interrotta da due canne fumarie che la percorrono per tutta la sua altezza.
La chiesetta si trova in posizione più avanzata rispetto al palazzo: è infatti sul ciglio della strada (volgendo quindi a nord il fronte), così da interrompere il muretto di cinta alla quale è raccordato da due volute. La facciata dell'oratorio è incorniciata da due lesene con capitello ionico che sostengono un'articolata trabeazione; su questa poggia a sua volta il frontone. All'interno erano conservate le reliquie di Santa Pulcheria, riesumate nel 1671 dalle catacombe di Priscilla; a inizio 2021, considerato lo stato di incuria in cui versava l'edificio, i resti sono stati traslati nella parrocchiale.
L'insieme è completato da un parco di modesta estensione. In origine alla villa era annessa una vasta tenuta agricola, ma negli anni sessanta i vecchi proprietari hanno venduto gli edifici agli Istituti Riuniti di Ricovero di Treviso, mantenendo tuttavia i fondi agricoli. I confini delle antiche proprietà sono ancora riconoscibili: a est corrono lungo il limite della zona residenziale di Campocroce; a nord sono segnati da via Zero Branco, dove sussiste un ingresso costituito da una cancellata sorretta da due pilastri.
I committenti della villa non sono noti. Nel Settecento era dei Peruzzi, famiglia da cui proveniva il vescovo Giuseppe Maria Peruzzi; fu poi dei Coletti e, attorno al 1920, passò ai Rigamonti; venne da questi venduta ai Cortellazzo e, come già accennato, nel 1964 gli edifici furono acquistati dagli Istituti Riuniti di Ricovero di Treviso.

#### Villa Moro Nocera, Boldrin
Sorge al 109 di via Zero Branco. Pur inserita nel piccolo agglomerato detto Borgo Mestre, l'edificio è completamente circondato da terreni agricoli (anche se il paesaggio a sud è stato sconvolto dalla costruzione del passante di Mestre), eccezion fatta per l'ingresso che, trovandosi a nord, confina con la strada.
L'edificio dovrebbe essere ottocentesco e mostra una notevole unità di stile, escludendo la possibilità di interventi successivi alla costruzione. Entrambe le facciate sono pressoché identiche: simmetriche e tripartite, con le aperture centrali più ampie e ricche. Risulta quindi difficile stabilire quale delle due fosse la principale; oggi lo è certamente quella nord, che dà sulla strada, ma in origine doveva essere l'altra (era uso infatti volgere il fronte più importante a sud, dove batte il sole).
La villa aveva in origine un aspetto rustico, ma ha assunto linee più aggraziate dopo il restauro negli anni ottanta che ha rimosso il finto bugnato al piano terra.

#### Villa "Grazia"
Detta anche "Egle", si trova in via Malcanton 6, in una zona dove in passato si riscontrava un'alta concentrazione di palazzi signorili, oggi in gran parte scomparsi. La vista dell'edificio è pressoché impossibile dalla strada: la proprietà è delimitata da un alto muro di cinta e le cancellate in ferro battuto non sono trasparenti; e a ciò si aggiungono i frondosi alberi del parco. Quest'ultimo è stato notevolmente ridotto da un frazionamento avvenuto negli anni sessanta, che tuttavia non ha modificato l'impianto degli edifici.
Si articola in un blocco principale di tre edifici adiacenti, ovvero le stalle, la casa domenicale e la barchessa, a cui si aggiungono, isolate più a est, la chiesetta e le serre. Sia le stalle che le serre sono oggi proprietà distinte, adibite ad uso residenziale.
Il palazzo è di origine settecentesca, organizzato secondo il tipico schema veneziano che prevede all'interno un salone centrale e una scala a doppia rampa su un lato; se al piano terra e al piano nobile quest'ultima è addossata al lato occidentale, al terzo livello si trova invece sulla destra. I due prospetti sono pressoché identici dal punto di vista compositivo (tripartiti e con il medesimo numero di aperture). Al centro del piano nobile si apre una serliana affiancata da una coppia di finestre per parte.
La coeva barchessa è a due piani e il fronte sud è protetto da un portico a doppia altezza. Quest'ultimo non è sorretto da arcate, come d'uso nelle ville venete, ma da cinque colonne in cotto.
L'oratorio è una delle parti che si possono meglio apprezzare, dal momento che si affaccia direttamente sulla strada. Dedicato in passato alla Natività di Maria e oggi a San Girolamo, ha linee molto semplici, ornate da pochi elementi come la grande finestra termale aperta sul fronte. Le è annesso un campanile a vela.
Proprietari ne furono i Vianello, a cui seguirono i Gavagnin, i Bortoluzzi, i Missaglia, i Duprè; attualmente è dei Calcara. Vi soggiornava re Vittorio Emanuele III quando, durante la Grande Guerra, si recava a Mogliano dove aveva sede il comando della 3ª Armata.

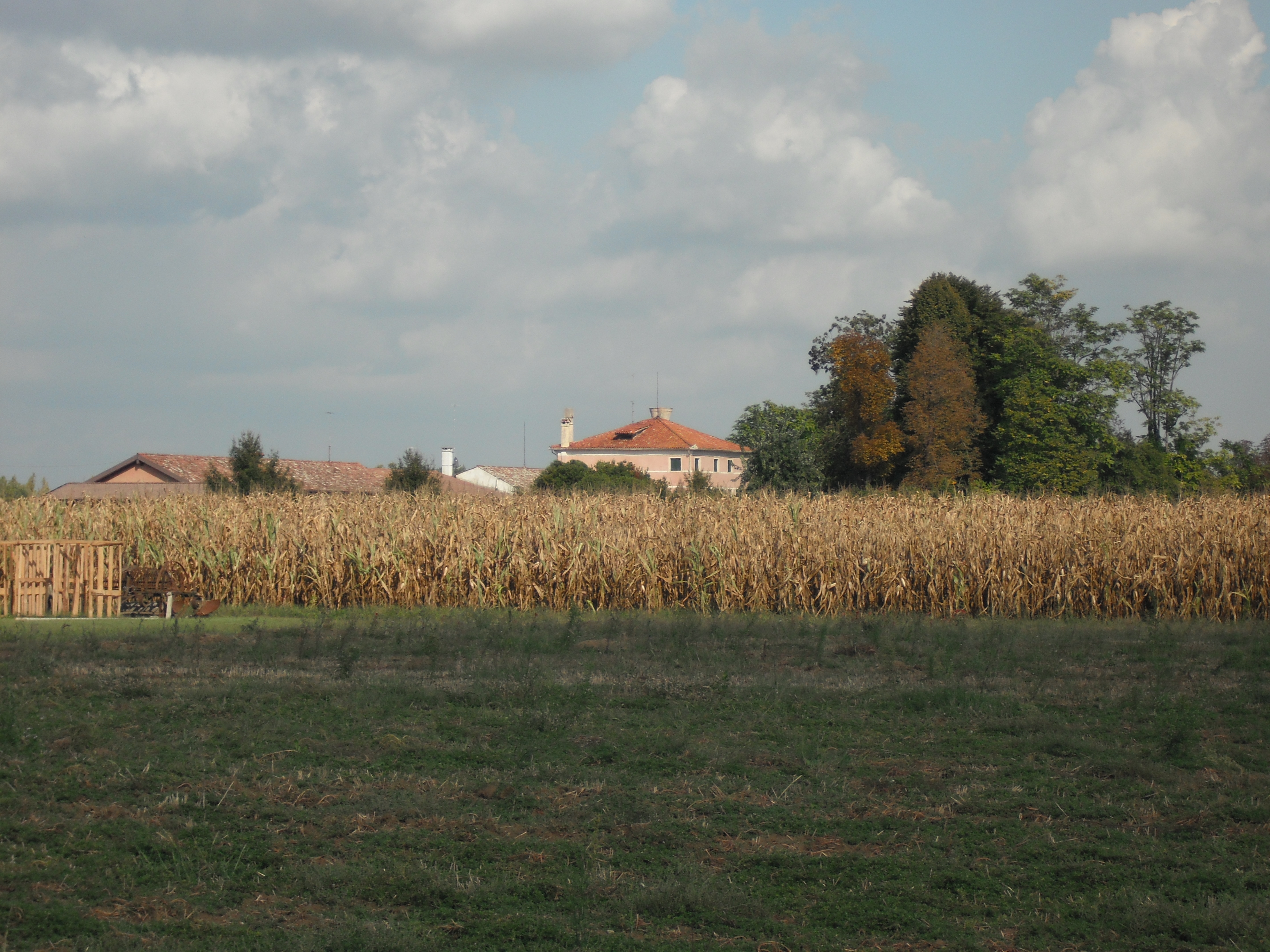
Paesaggio rurale con villa Grazia sullo sfondo.
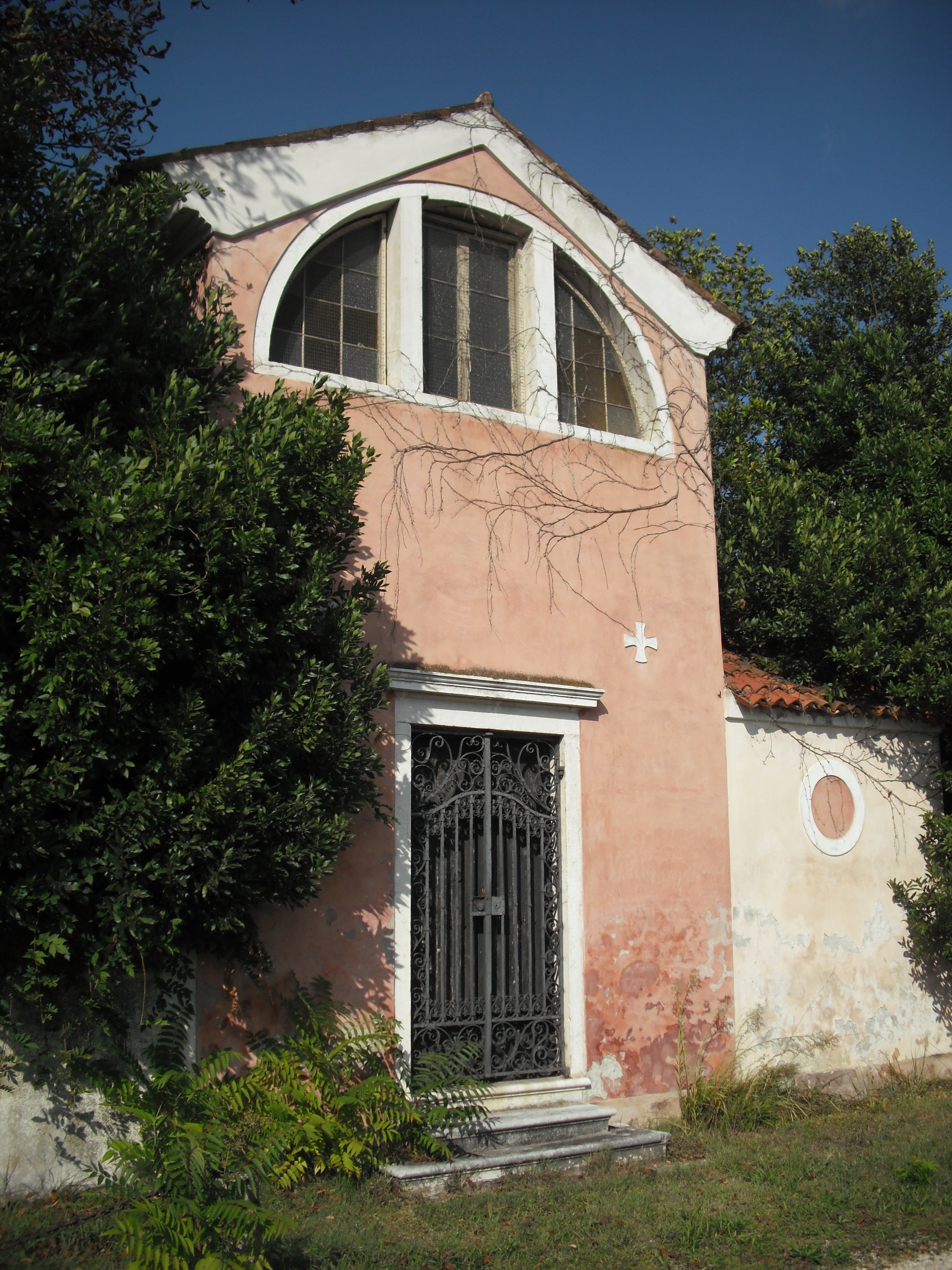
L'oratorio di villa Grazia.

#### Dipendenze di villa Tasca

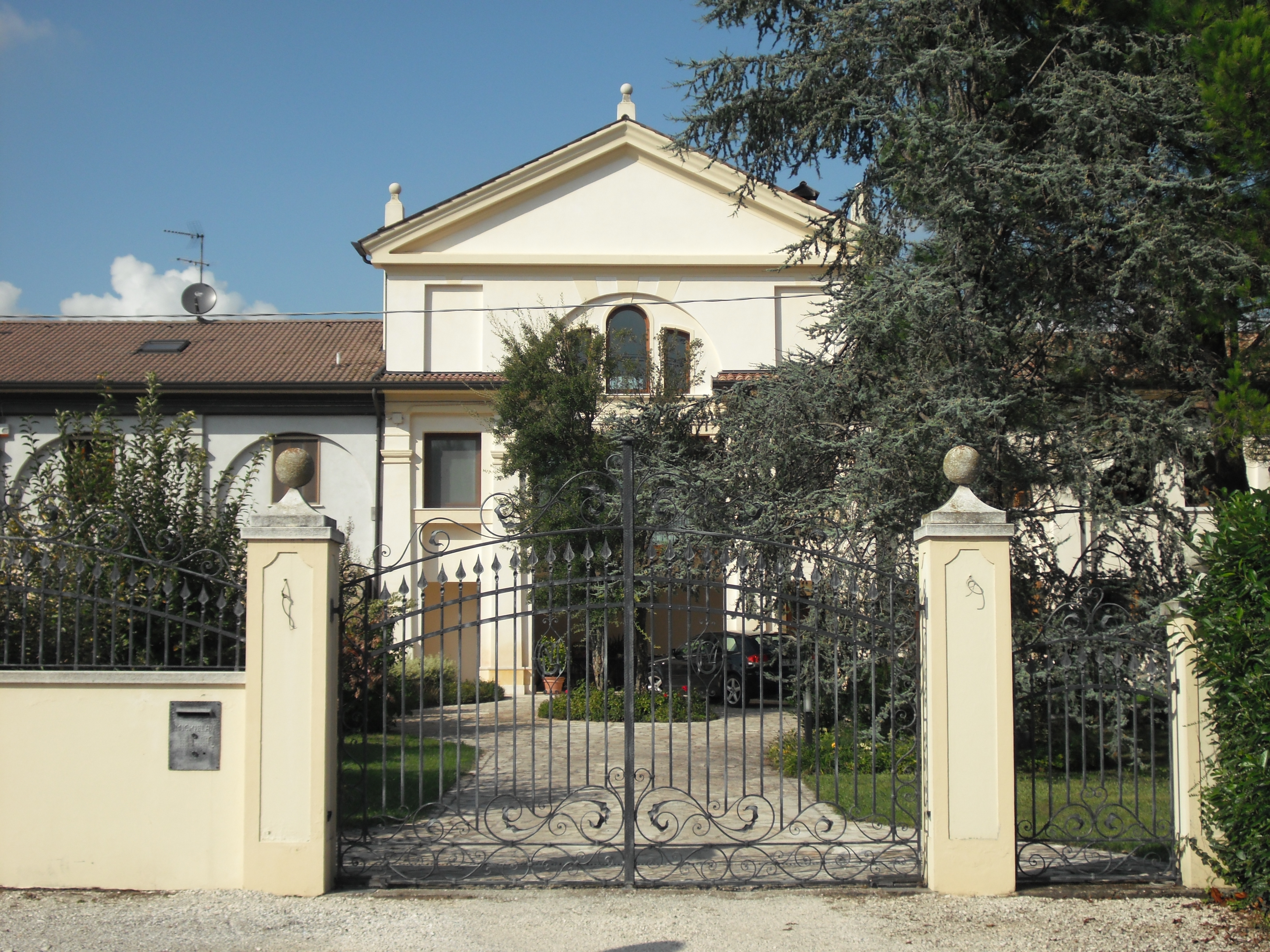
Il porticato di villa Tasca, unico elemento rimasto del complesso.

Si tratta del porticato di ingresso, o forse delle scuderie, del grandioso complesso di villa Tasca, oggi scomparso. Adattata poi a casa colonica e ristrutturato solo di recente, la facciata della costruzione (risalente, forse, alla fine del Seicento) era un tempo affrescata con lo stemma dei Tasca e con scene mitologiche, di cui oggi restano solo le tracce.

In verità le proprietà dei Tasca si sviluppavano perlopiù oltre lo Zero, nelle campagne tra Peseggia e Gardigiano. La casa padronale, demolita nel Settecento, si trovava dove oggi sorge una villa più modesta, costruita sui ruderi della barchessa settentrionale; i resti dell'altra barchessa sono stati portati alla luce durante la costruzione del Passante di Mestre.

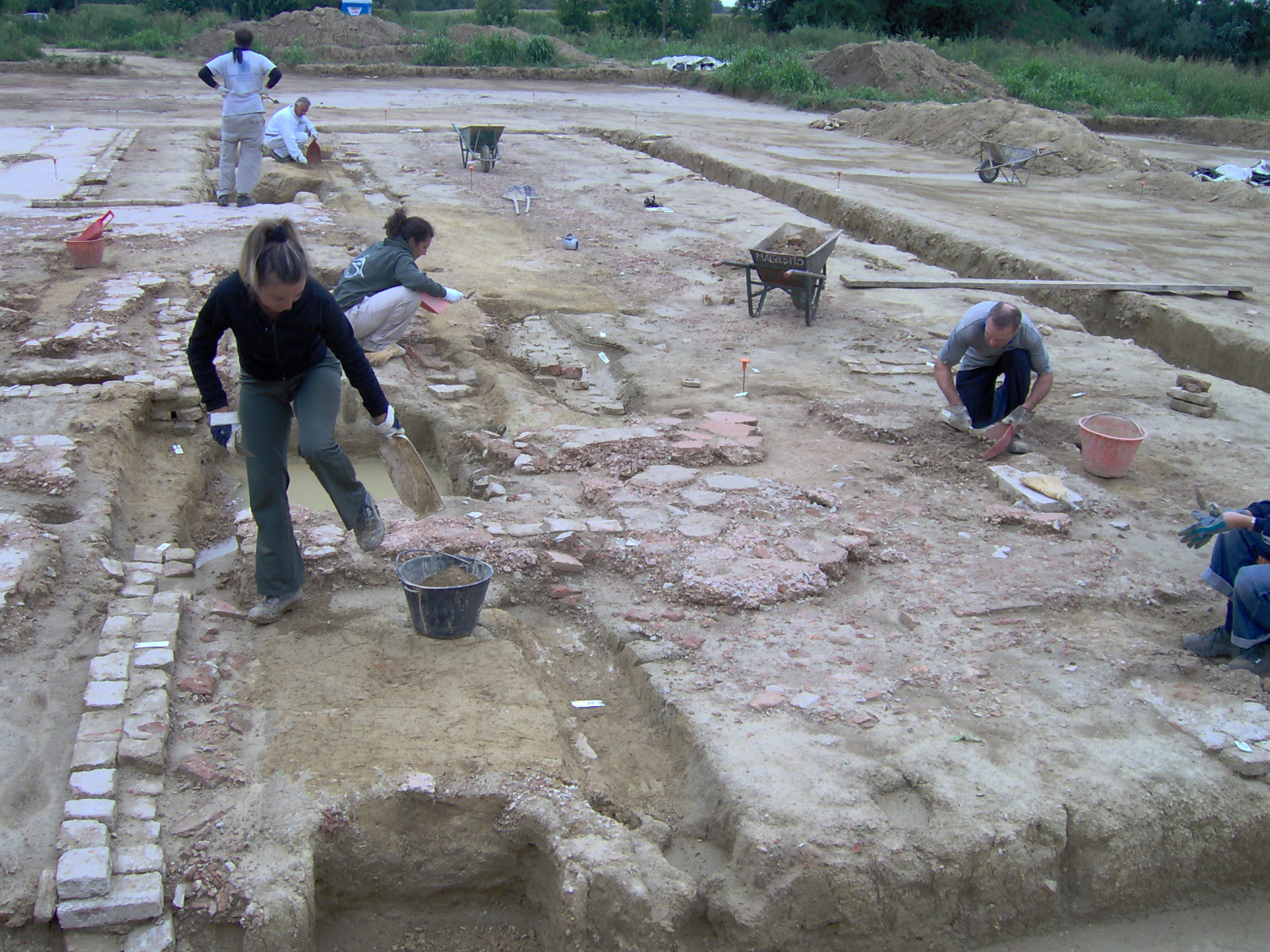
Scavo fatto in 2006 per la costruzione del Passante di Mestre

.

#### Villa Paolon
La casa padronale è un grande edificio a tre piani e a pianta quadrata, oggi in gravissimo stato di abbandono. Le è annesso a ovest un rustico ancora destinato ad uso agricolo, così come i terreni attorno che un tempo ospitavano il parco. Le proprietà a sud sono invece occupate dai capannoni di un ex allevamento di polli.
A nord si notano, in asse con la casa padronale, i pilastri che definivano l'accesso originario. Nonostante le condizioni di degrado (parte della villa è già crollata), è possibile ancora riconoscere la tipica planimetria veneziana, con una scala a doppia rampa presso il centro del lato ovest, presenza intuibile dalle finestre binate. Il fronte principale è quello sud, tripartito e caratterizzato da due lunghe canne fumarie che attraversano la facciata per tutta la sua altezza.
Di fronte al lato nord, sulla strada, sta un piccolo oratorio intitolato al Redentore. In origine faceva parte delle già citate dipendenze dei Tasca, ma è stato col tempo inglobato alle proprietà di villa Paolon. La chiesetta, affiancata da una sagrestia, presenta un'unica aula ed è sovrastata da un campaniletto a vela.
È una delle costruzioni più antiche della zona, risalendo probabilmente al Cinquecento. Fu dei Cipollato, dei Furlanetto e poi del barone Alberto Franchetti, proprietario della più nota villa Franchetti sul Terraglio e padre dell'esploratore Raimondo Franchetti. Passò poi ai Benvenuti e ai Paolon.

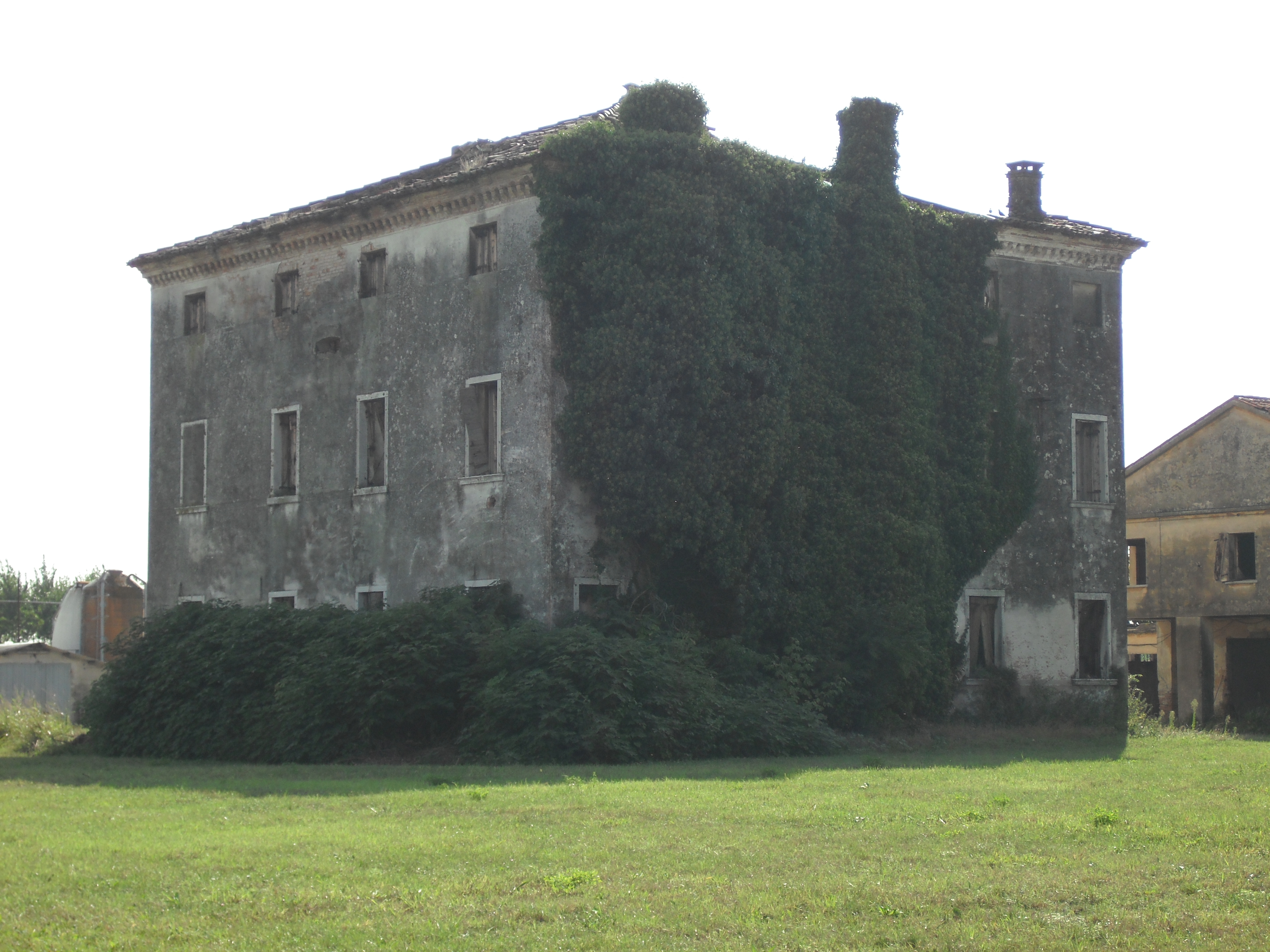
Villa Paolon come si presenta oggi.
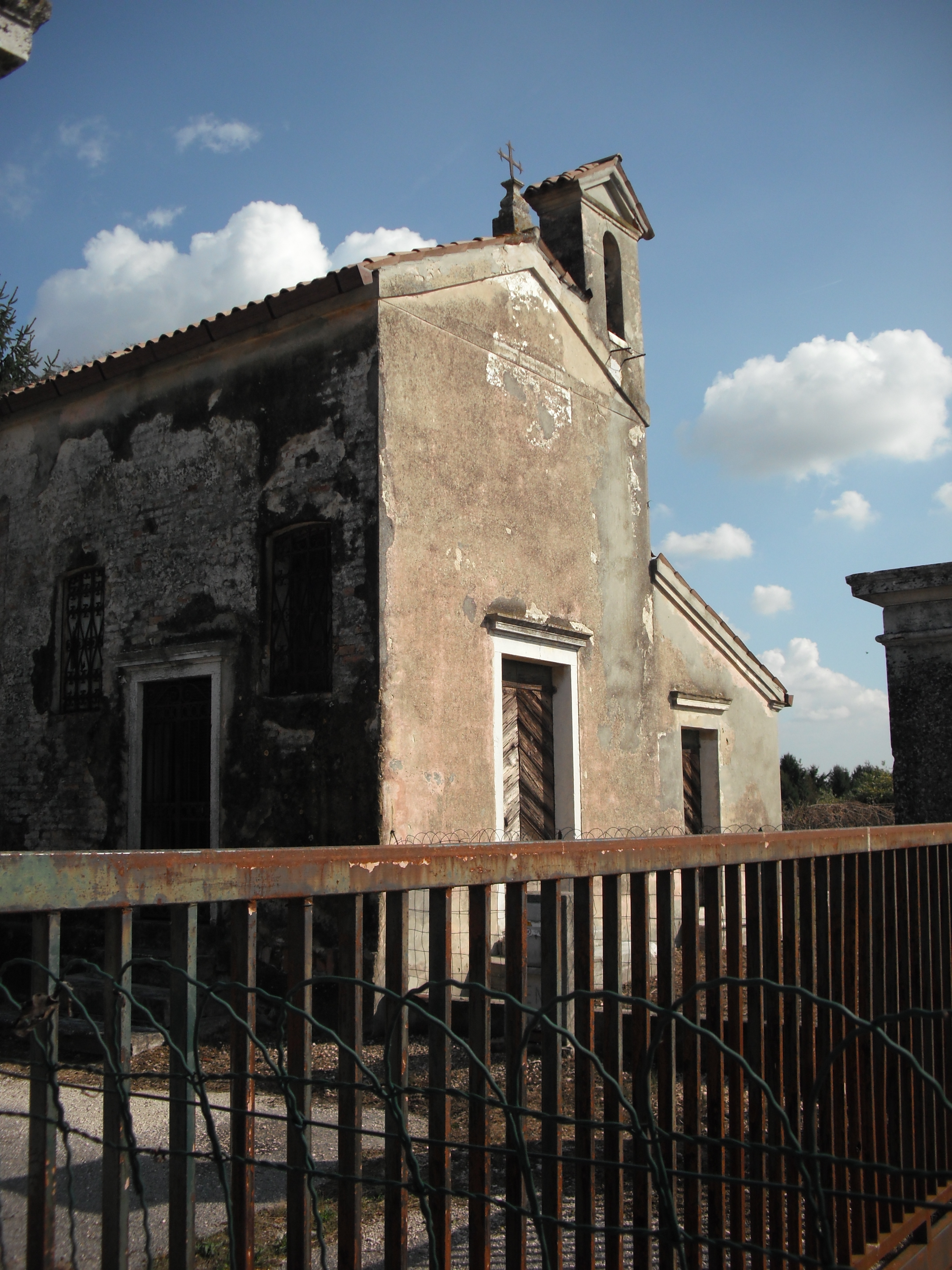
L'oratorio del Redentore, originariamente annesso a villa Tasca.
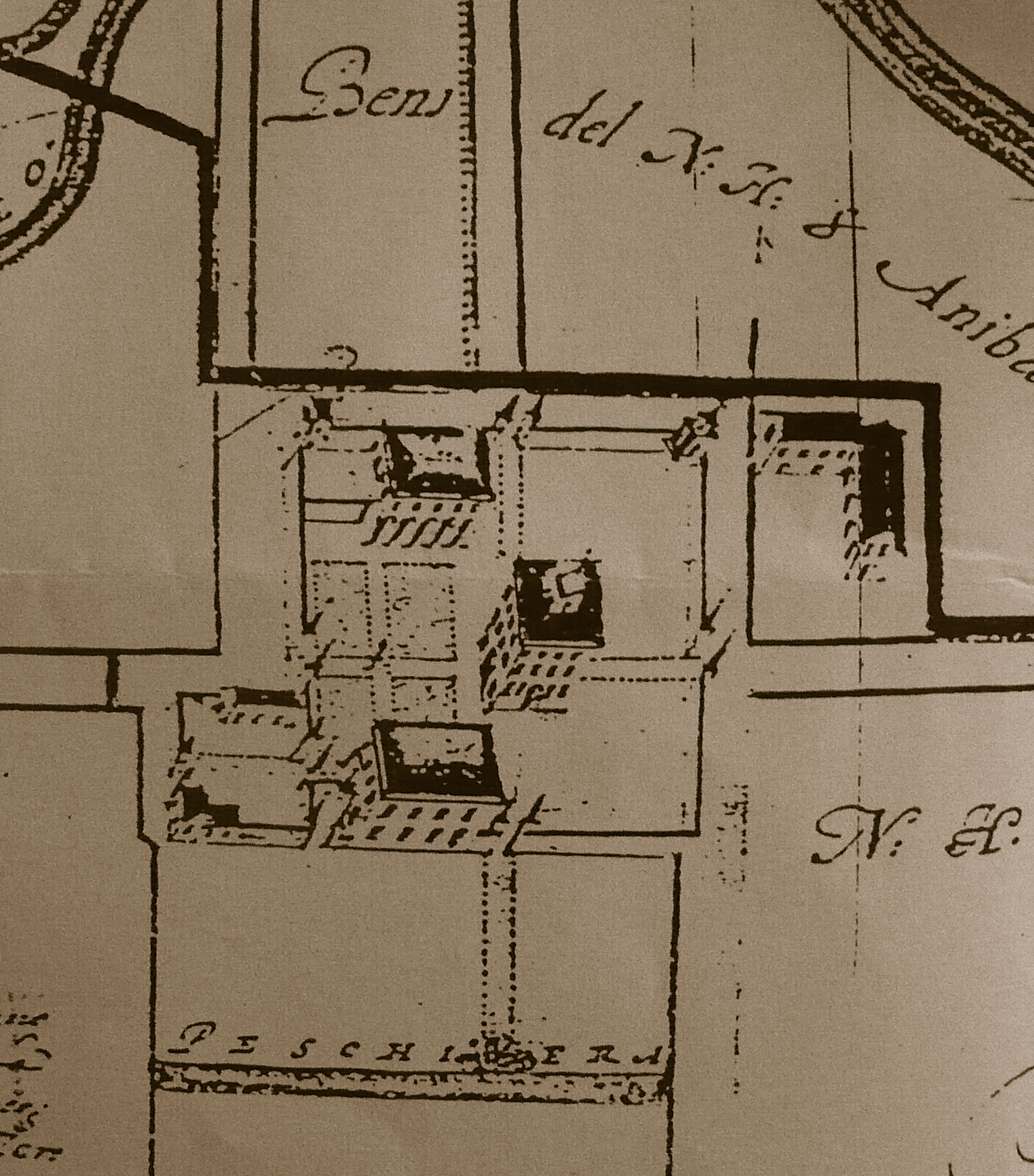
Planimetria della Villa Tasca in una mappa del 1690.

#### Ville scomparse
Ancor più numerosi sono i palazzi scomparsi, perlopiù demoliti nell'Ottocento:
- villa Lazzari Gussoni: sorgeva di fronte al piazzale formato dall'incrocio tra via Molino e via Zero Branco; si sa solo che fu abbattuto nel 1893 e che il materiale ricavato venne impiegato per costruire alcune casette.
- villa Contarini, Magno: in via Loreto; alcune costruzioni attuali conservano ancora elementi dell'antico edificio.
- villa Donà delle Rose, Minio: in via Zero Branco; demolita ai primi dell'Ottocento, del complesso resta un pozzo[14].
- villa Mussatelli: in via Malcanton; acquistata nella metà dell'Ottocento da Federico Bianchi, proprietario di vasti possedimenti in tutta Mogliano, fu abbattuta qualche tempo dopo; l'oratorio, intitolato a San Giuseppe, sopravvisse sino al primo dopoguerra[14].
- villa Renier: in via Campocroce, agli attuali civici 12-14-16; citata dalla seconda metà del XVII secolo, di essa non si hanno più notizie dalla fine del Settecento e del complesso restano solo alcuni edifici nel tempo rimaneggiati[2].

## Cultura

### Eventi
- Sagra della Madonna del Carmine - settimana a cavallo del 16 luglio.
- La Gabbia - torneo di calcio a 5 che si svolge durante il periodo della Sagra della Madonna del Carmine.

## Attività economiche
L'attività economica più rilevante è l'agricoltura. Dalla sua costruzione (1876) alla sua chiusura (fine anni quaranta) grande importanza ebbe la filanda Motta, uno dei maggiori centri dell'industria serica.